# Башкирцева (кратер)
14°42′ пн. ш. 194°00′ сх. д. / 14.7° пн. ш. 194° сх. д.{{#coordinates:}}: недопустима довгота
Башкирцева — назва ударного кратера на поверхні Венери.
Кратер названий Міжнародним астрономічним союзом у 1994 році на честь художниці та діаристки українського походження Марі Башкирцевої.
Його діаметр 36,2 km. Він розташований у регіоні Atla Regio (Квадрангл V-26).